# 湖畔杯女子最高棋士決定戦
湖畔杯女子最高棋士決定戦（ほばんはいじょしさいこうきしけっていせん、호반배 여자 최고기사 결정전）は、韓国の囲碁の女流棋士による棋戦。2021年に開始。第2回はDr.G 女子最高棋士決定戦（닥터지 여자 최고기사 결정전）として開催。
- 主催 韓国棋院
- 協賛 (1回)湖畔グループ、(2回)コウンセサンコスメティック
- 優勝賞金 4000万ウォン

2022年には湖畔建設後援による国際棋戦として、湖盤杯ソウル新聞世界女子囲碁覇王戦（韓国、中国、日本の女流棋士各5名による団体戦）も開催された。

## 方式
- リーグ戦の上位2名による決勝五番勝負で優勝者を決定する。
- 出場者は、第1回はランキングシード3名、予選勝ち抜き者4名、スポンサーシード1名の計8名。第2回からは、前回の上位3名とスポンサーシード1名、予選勝ち抜き者4名の8名。
- 持時間は、第1回は各2時間、1分の秒読み3回。第2回は各1時間40分、1分の秒読み3回。第3回は各1時間、1手ごと30秒追加のフィッシャールール。

## 結果

### 優勝者と決勝戦
- 第1期 2022年 崔精 3-1 呉侑珍
- 第2期 2023年 崔精 3-0 金彩瑛
- 第3期 2023年 崔精 2–1 金恩持
- 第4期 2024年 崔精 2–1 金恩持
- 第5期 2025年 崔精 2–1 金恩持

### 第1回
リーグ戦（2021年8月27日-2022年1月8日）
決勝五番勝負（2022年1月17-28日）
- 崔精 3-1 呉侑珍

### 第2回
リーグ戦（2022年9月23日-2022年12月16日）
3位決定戦:1回戦 金恩持-許瑞玹、2回戦 呉侑珍-金恩持（朴志娟は引退のため棄権）
決勝五番勝負（2023年1月3-7日）
- 崔精 3-0 金彩瑛